# Гласник Етнографског музеја у Београду
Гласник Етнографског музеја у Београду (ГЕМ) је је периодична научна и стручна публикација Етнографског музеја у Београду, која излази од 1926. године. У Гласнику се објављују научни и стручни радови из области етнологије, културне антропологије, музеологије, заштите културне баштине и других сродних дисциплина, а радови без научног апарата објављују се као етнографска и сродна грађа.
Часопис је познат и под насловима Bulletin of the Ethnographic Museum in Belgrade и Bulletin du Musée Ethnographique de Belgrade.

## О часопису
Часопис је почео да излази 1926. године. До 1940. године објављено је 15 књига. Након тога, уследио је прекид и излажењу који је трајао од 1941. до 1953. године. Године 1953. поново почиње да излази и од тада излази у континуитету.
Поред научних радова и стручне грађе, ГЕМ објављује и хронике и саопштења са научних и стручних скупова; коментаре и приказе публикација; приказе изложби и музејских радионица; стручне и научне библиографије; извештаје са пројеката, теренских истраживања, специјализација и стручних путовања; научне новости, извештаје и друге текстове који говоре о раду Музеја; некрологе за значајне етнологе, антропологе и музеологе.

### Историјат
Часопис је почео да излази 1926. године поводом обележавања двадесет пет година од оснивања Етнографском музеја у Београду. 
Тим поводом, у уводној напомени прве књиге ГЕМ-а наведено је:
На завршетку овог периода, и на уласку у нови, Управа Етнографског музеја жели да рад који предстоји буде потпунији, успешнији и плодоноснији. Она мисли да се ово може постићи, поред интенсивног систематског рада у самом Музеју, још и публикацијама. Из ових разлога, покренут је Гласник Етнографског музеја у Београду. Управа сматра да ће одговорити дужностима ако у Гласнику буду излагана и претресана, поред питања која су у тесној вези са Музејем и његовим напретком, и сва она која ће допринети да се око њега окупи што већи број особа  чијом би се помоћи и сарадњом то пре, што брже и што потпуније прикупило све оно благо које у народу лежи и сваким даном га све више нестаје.
Кључну улогу у покретању Гласника Етнографског музеја у Београду имали су Боривоје Дробњаковић и Митар Влаховић. Гласник је био замишљен и реализован као модеран научни часопис, и у формалном смислу, и у погледу садржаја, а његова основна намена била је да етнолошку јавност информише о резултатима најновијих истраживања и дешавањима битним за струку. У првом броју ГЕМ-а Боривоје Дробњаковић је приказао комплетан историјат Етнографског музеја од оснивања, 1901. године, до 1926.
Још од првих књига ГЕМ-а, била је присутна пракса да се, поред научних студија, објављују текстови о раду значајних етнографских музеја и стручних друштава у земљи и иностранству. У периоду до 1940. године ГЕМ је садржао три сталне рубрике: библиографију књига и чланака из етнологије, који су у току претходне године, без обзира на језик и писмо којим су штампани, објављени на тлу Југославије, или су се односили на јужнословенски простор; персоналне библиографије југословенских етнолога и извештај о раду Етнографског музеја у Београду у претходној години.
Највећи број чланака објављених до 1940. године садржи разноврсну етнографску грађу, коју су делом прикупили спољни сарадници Етнографског музеја, на терену, а на основу упитника и упутстава која је музеј саставио. У том периоду, расправе етнолошког карактера чиниле су тек мањи део садржаја Гласника.
У периоду од 1941. до 1953. године ГЕМ није излазио, а обновљен је 1953. године, чиме је обележено 50 година од оснивања Етнографског музеја (1901-1951). Након обнављања часописа повећао се број научних студија, а тематика и круг аутора су проширени.
У ГЕМ-у су након обнављања објављивани и резултати монографских истраживања појединих предела у Србији: Горња Ресава (књ. 25), Јадар (књ. 27), Ресава (књ. 28-29), Неготинска крајина (књ. 31-32), Бор (књ. 38).

### Периодичност излажења
Излази једном годишње, али је до сада је објављено и неколико двоброја: 22-23 (за 1959. и 1960), 28-29 (1965-1966), 31-32 (1968-1969), 39-40 (за 1975. и 1976), 52-53 (за 1988. и 1989), 54-55 (за 1990. и 1991), 58-59 (за 1994. и 1995), 65-66 (2001-2002), 67-68 (за 2003. и 2004).

### Уредници
Уредник првих 15 књига био је Боривоје Дробњаковић, дугогодишњи директор музеја.
Од књ. 16 (1953) уредник је био Митар Влаховић; од књ. 22/23 (1960) Шпиро Кулишић; од књ. 26 (1963) Владимир Живанчевић; од књ. 27 (1964) Персида Томић; од књ. 30 (1967) Слободан Зечевић; од књ. 46 (1982) Никола Пантелић; од књ. 51 (1987) Љубомир Рељић; од књ. 58/59 (1994/1995) Петар Влаховић; од књ. 65/66 (2001/2002) Велибор Стојаковић; од књ. 72 (2008) Весна Марјановић; од бр. 78 (2014) Мирјана Менковић, а од бр. 79 (2015) Марко Стојановић.

### Теме
- Етнологија
- Културна антропологија
- Фолклористика
- Музеологија
- Заштита културне баштине

### Електронски облик часописа
Електронска верзија часописа може се преузети са сајта Етнографског музеја у Београду, у ПДФ формату, али још увек нису доступне све свеске. Првих 60 књига је дигитализовано, а неке књиге су доступне и на Гугловим књигама.

## Галерија
- Оглавље „тарпош“, илустрација из ГЕМ књ. 1 (1926)
- Левчанка, илустрација из ГЕМ књ. 1 (1926)
- Нотни запис свадбарске песме објављен ГЕМ књ. 1 (1926)
- Нотни запис свадбарске песме објављен ГЕМ књ. 1 (1926)
- Насловна страна ГЕМ књ. 5 (1930)
- Насловна страна ГЕМ књ. 8 (1933)
- Поточара, илустрација из ГЕМ књ. 8 (1933)
- Садржај ГЕМ књ. 25 (1962)
- Полока и ведро, илустрације из ГЕМ књ. 25 (1962)